# Lee Sima Falkon
Lee Sima Falkon (hebräisch לי סימה פלקון; * 7. Mai 1992 in En haSchofet, Megiddo, Hazafon) ist eine israelische Fußballspielerin.

## Leben
Falkon wurde in Megiddo im Mishmmar Hamek in der Provinz Hazafon geboren.

### Karriere

#### Im Verein
Falkon begann ihre Karriere bei Ramat HaShofet. Es folgte in der Saison 2007/08 der Wechsel in die National League zu Bnot Caesarea Tiv’on, wo sie am 25. Dezember 2007 gegen Hapoel Marmorek ihr Debüt feierte. Beim 6:0 im Heimspiel in der zweithöchsten israelischen Frauenliga erzielte sie in der 41. Minute ihr Einstandstor. Es folgten in der Saison 2007/08 14 weitere Einsätze, in denen sie sieben Tore erzielte. Diese Quote verhalf ihr mit Saisonbeginn 2008/09 zu einem Vertrag beim israelischen Rekordmeister ASA Tel-Aviv FC. Dort gewann sie zwischen 2009 und 2012 viermal die nationale Meisterschaft, sowie 2010 und 2011 den State Cup. Falkon spielte für ihren Verein aus Tel Aviv-Jaffa in den Saisons 2011/12 und 2012/13 in der UEFA Women’s Champions League.
Am 20. September 2013 verließ sie ihre Heimat Israel und unterschrieb beim deutschen Zweitligisten SC Sand. Sie gab ihr Debüt in der 2. Bundesliga Süd am 20. Oktober 2013 gegen den 1. FC Saarbrücken. Nachdem Falkon nur zu einem Einsatz gekommen war, kehrte sie am letzten Tag der Transferperiode nach Israel zurück. Sie steht seither wieder für den ASA Tel-Aviv FC unter Vertrag und feierte am 18. Februar 2014 gegen den Maccabi Cholon ihr Comeback in der Ligat Nashim Rishona. Im Sommer 2014 kehrte sie abermals Israel den Rücken und wechselte zum dänischen Meister Brøndby IF, mit diesem sie an der UEFA Women’s Champions League teilnahm. Im Sommer 2014 kehrte sie nach Israel zurück, bevor Falkon im Sommer 2015 mit Landsfrau Mairav Shamir beim MSV Duisburg unterschrieb. Im Sommer 2017 wurde sie von Duisburg verabschiedet und sie unterschrieb am 8. September 2017 in Australien bei Western Sydney Wanderers.

#### Nationalmannschaft
Falkon ist Nationalspielerin für ihr Heimatland Israel. Sie gab ihr Länderspieldebüt am 16. Juni 2012 gegen Schottland.

### Erfolge
- Ligat Al (4): 2010, 2011, 2012 und 2013
- State Cup (2): 2011 und 2012